# Phisis rani
Phisis rani är en insektsart som beskrevs av Andrej Vasiljevitj Gorochov 2005. Phisis rani ingår i släktet Phisis och familjen vårtbitare. Inga underarter finns listade i Catalogue of Life.